# Louisville, Kentucky
Louisville este o municipalitate, sediul comitatului Jefferson și cel mai mare oraș din statul Kentucky, Statele Unite ale Americii.
Așezarea care a devenit orașul Louisville a fost fondată în 1778 de catre George Roger Clark, iar orașul a fost numit după Regele Louis al XVI-lea al Franței.
Louisville este locul multor evenimente importante de-a lungul timpului. Printre rezidenții notabili se numară inventatorul Thomas Edison.

## Personalități născute aici
- Mathilde Brundage (1859 - 1939), actriță;
- Saint Elmo Brady (1884 - 1966), chimist;
- Anthony Coldeway (1887 - 1963), scenarist;
- Irene Dunne (1898 - 1990), actriță, cântăreață;
- Stanley G. Weinbaum (1902 - 1935), scriitor;
- William Conrad (1920 - 1994), actor, regizor;
- Hunter S. Thompson (1937 - 2005), jurnalist, scriitor;
- Muhammad Ali (Cassius Marcellus Clay, Jr., 1942 - 2016), pugilist;
- Rudy Rucker (n n. 1946), matematician, scriitor;
- John Richard Gott (n. 1947), astronom;
- David Schmoeller (n. 1947), regizor, producător de film;
- Mary Fisher (n. 1948), scriitoare, activistă;
- Telma Hopkins (n. 1948), cântăreață, actriță;
- Don Rosa (n. 1951), ilustrator de benzi desenate;
- Gus Van Sant (n. 1952), regizor, scenarist;
- Sean Young (n. 1959), actriță;
- Chris Hardwick (n. 1971), actor;
- Wes Ramsey (n. 1977), actor;
- Jennifer Carpenter (n. 1979), actriță;
- Alexandria Mills (n. 1992), fotomodel.